# 川合新田 (長野市)
川合新田（かわいしんでん）は、長野県長野市の市街地南東郊外の地区。
1. 【狭義】大字川合新田の範囲。
2. 【広義】1. に、大字稲葉川合新田を加えた範囲。本項で解説

郵便番号は、380-0913。全域が長野市役所芹田支所の管内である。

## 概要
地区南端に犀川が流れ、西部を国道18号が南北に走り、北部を長野県道372号三才大豆島中御所線が東西に走っている。南部は東西に広がっているが、この部分は犀川河川敷の範囲である。周囲は以下の大字・町丁と接する。
現在犀川を挟んで対岸に位置する真島町川合（旧 川合村）の新田として、慶長年間に開墾された。その当時は川合の本村と川合新田とは地続きであったが、寛永年間に犀川の流路が変わり、現在のように本村と川合新田とを分断するようになったため、分村している。こうした経緯のため、川合新田村は長らく犀川南岸と同じ更級郡に属し、1873年（明治6年）になって犀川北岸の他村と同じ水内郡に編入されている。
現在の川合新田は、西部の国道18号沿いにスポーツ用品量販店等の商業施設、東部の長野飛行場跡地に中学校等の公共施設があるほかは、ほぼ住宅地で占められている。
地区内の人口および世帯数は、1,836世帯 3,962人（令和5年3月1日現在）。なお、この値は大字稲葉（川合新田）を含む値である。

## 沿革
旧川合新田村の歴史
- 慶長年間 - 高井郡綿内村（現 長野市若穂綿内）の北村門之丞が、川合村の分地で新田開発を始める
- 寛延年間(1748-1751) - 犀川の流路が変わり、川合村本村と分断され、分村。更級郡川合新田村となる
- 1873年（明治6年） - 川合新田村の所属が水内郡となる
- 1873年（明治6年）12月 - 大豆島村・牛島村・川合新田村の3ヶ村組合立の廣業学校（長野市立大豆島小学校の前身）が、大豆島村地蔵庵に開校
- 1879年（明治12年）1月14日 - 郡区町村編制法施行。川合新田村は上水内郡に属する
- 1889年（明治22年）4月1日 - 町村制施行。上水内郡川合新田村、同郡稲葉村・若里村・中御所村・栗田村・鶴賀町（七瀬・居町）と合併し、芹田村となる
- 1923年（大正12年）7月1日 - 上水内郡芹田村、同郡吉田町・三輪村・古牧村とともに長野市に編入。旧川合新田村域は、大字川合新田となる

長野市川合新田の歴史
- 1939年（昭和14年）3月28日 - 愛国長野飛行場が開場
- 1945年（昭和20年）8月13日 - 長野空襲。長野飛行場を中心に川合新田地区の民家も爆撃を受ける
- 1957年（昭和32年）4月1日 - 川合新田汚水処理場（現 長野市衛生センター）が稼働開始
- 1969年（昭和44年）11月2日 - 国道18号長野大橋開通。川合新田と青木島町綱島とが結ばれる
- 1986年（昭和61年）7月1日 - 長野市営芹田市民プールが開場
- 1990年（平成2年）6月 - 長野飛行場閉鎖
- 1991年（平成3年）4月1日 - 長野飛行場跡地の南部に、長野市立犀陵中学校が開校。跡地北部は長野市営川合新田団地となる
- 1999年（平成11年）10月12日 - 住居表示実施。大字若里・大字中御所・大字川合新田・大字稲葉の各一部と大字荒木の全域が若里一・二・三・四・五丁目となる
- 2001年（平成13年）11月5日 - 住居表示実施。大字大豆島・大字稲葉・大字川合新田の各一部が、松岡一・二丁目となる
- 2003年（平成15年）10月27日 - 住居表示実施。大字若里・大字川合新田の各一部が若里七丁目・アークスとなる

## 交通
地区北東部では、長野県道372号三才大豆島中御所線を走るアルピコ交通（川中島バス）の以下の路線系統が利用できる。
- アルピコ交通（川中島バス）
  - 11/21 宇木 - 善光寺大門 - 長野駅 - 日赤 - 松岡
  - 85 長野駅東口 - 文化学園前 - 松岡

地区南西部では、国道18号を走るアルピコ交通（川中島バス）・長野市循環型乗合タクシーの以下の路線系統が利用できる。
- アルピコ交通（川中島バス）
  - 11/21 宇木 - 善光寺大門 - 長野駅 - 日赤 - 大塚南
  - 48 長野駅 - 市役所前 - 文化学園前 - 金井山 - 松代温泉 - 松代高校
- 長野市循環型乗合タクシー
  - W 日赤(W01) → 県民文化会館南口(W06) → 丹波島橋南(W08) → 下氷鉋(W13) → 更北支所前(W20) → 綱島(W26) → 日赤

## 施設

### 大字川合新田

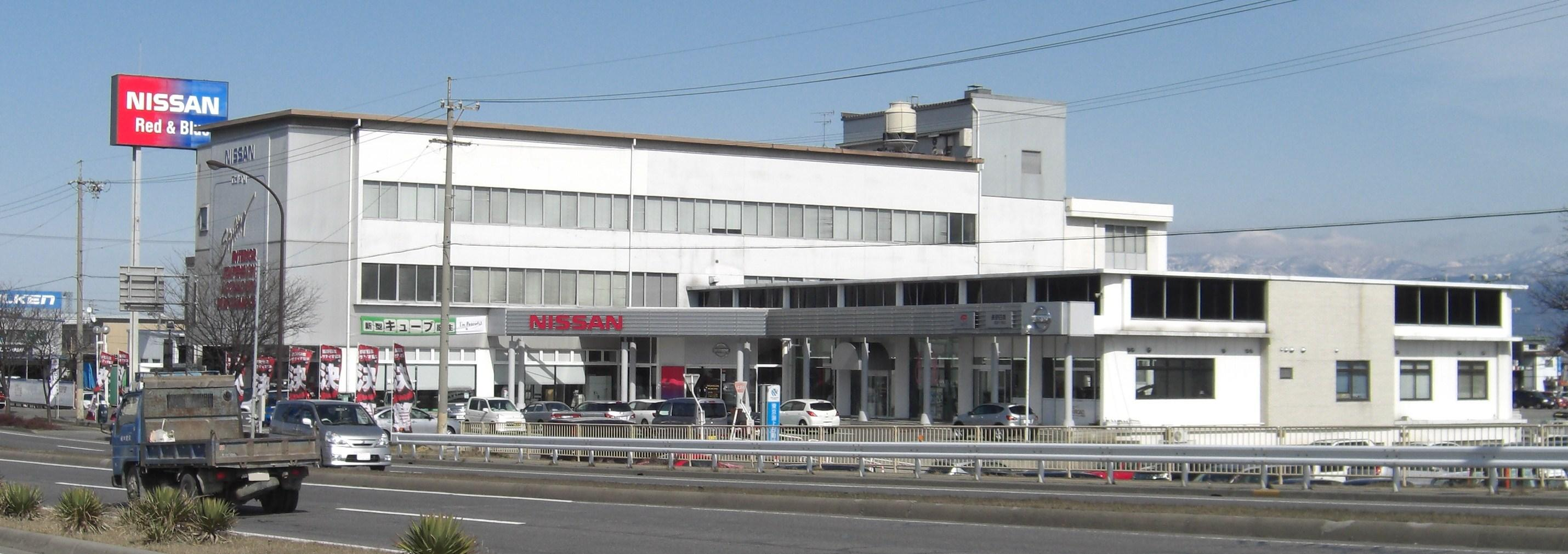
長野日産自動車 本社

- 長野日産自動車 本社
- 万代書店 長野店
- スポーツDEPO 長野店
- ゴルフ5 長野店
- 長野市営芹田市民プール
- 長野市衛生センター
- 長野市立犀陵中学校
- 長野市営川合新田体育館
- 川合墾田神社

### 大字稲葉（川合新田）
- メディセオ 長野営業部
- 長野市営川合新田団地